# Roger Mindonnet
Roger Édouard Alphonse Mindonnet (Châteauroux, 24 dicembre 1924 – Châteauroux, 18 marzo 2018) è stato un calciatore francese, di ruolo difensore.

## Carriera

### Club
Ha iniziato la sua carriera nel La Berrichonne Châteauroux, club della sua città natale.
Tra il 1944 e il 1947 ha giocato con il Red Star, nella massima serie francese; con questo club raggiunse la finale di Coppa di Francia 1945-1946, persa contro il Lilla. Nel 1947 si è trasferito allo Strasburgo, club con cui è rimasto una sola stagione.
Trasferitosi nel 1948 al Nizza, nel 1950/1951 vinse il suo primo e unico campionato francese.
Tra il 1951 e il 1955 ha giocato nel Nancy, club con cui ha chiuso la sua carriera; con il Nancy conquistò nuovamente la finale di Coppa di Francia, stavolta nella stagione 1952-1953, ma perse nuovamente contro il Lilla.

### Nazionale
Ha collezionato quattro presenze con la propria Nazionale, tutte gare amichevoli disputate nel 1949, esordendo il 27 aprile nella sconfitta contro la Scozia per 2-0.

## Statistiche

### Cronologia presenze e reti in nazionale
| Cronologia completa delle presenze e delle reti in nazionale ― Francia | Cronologia completa delle presenze e delle reti in nazionale ― Francia | Cronologia completa delle presenze e delle reti in nazionale ― Francia | Cronologia completa delle presenze e delle reti in nazionale ― Francia | Cronologia completa delle presenze e delle reti in nazionale ― Francia | Cronologia completa delle presenze e delle reti in nazionale ― Francia | Cronologia completa delle presenze e delle reti in nazionale ― Francia | Cronologia completa delle presenze e delle reti in nazionale ― Francia |
| Data                                                                   | Città                                                                  | In casa                                                                | Risultato                                                              | Ospiti                                                                 | Competizione                                                           | Reti                                                                   | Note                                                                   |
| ---------------------------------------------------------------------- | ---------------------------------------------------------------------- | ---------------------------------------------------------------------- | ---------------------------------------------------------------------- | ---------------------------------------------------------------------- | ---------------------------------------------------------------------- | ---------------------------------------------------------------------- | ---------------------------------------------------------------------- |
| 27-4-1949                                                              | Glasgow                                                                | Scozia                                                                 | 2 – 0                                                                  | Francia                                                                | Amichevole                                                             | -                                                                      |                                                                        |
| 22-5-1949                                                              | Colombes                                                               | Francia                                                                | 1 – 3                                                                  | Inghilterra                                                            | Amichevole                                                             | -                                                                      |                                                                        |
| 4-6-1949                                                               | Colombes                                                               | Francia                                                                | 4 – 2                                                                  | Svizzera                                                               | Amichevole                                                             | -                                                                      |                                                                        |
| 19-6-1949                                                              | Colombes                                                               | Francia                                                                | 1 – 5                                                                  | Spagna                                                                 | Amichevole                                                             | -                                                                      |                                                                        |
| Totale                                                                 |                                                                        | Presenze                                                               | 4                                                                      |                                                                        | Reti                                                                   | 0                                                                      |                                                                        |

## Palmarès

### Trofei nazionali
- Campionato francese: 1

Nizza:1950-51